# Волосате
Волосате (пол. Wołosate) — лемківське село в Польщі, гміні Літовищі Бещадського повіту Підкарпатського воєводства. Розташовано поблизу кордону з Україною.

## Назва
У ході кампанії ліквідації українських назв село в 1977—1981 рр. називалось Розтока (пол. Roztoka).

## Розташування
Територія входить в етнічно-історичні межі, які з прадавніх часів населяли русини-українці.
Розташоване в південно—східному куті Польщі, у східній частині польських Бескид у підніжжі гори Тарниця в долині Волосатки, на автошляху № 897, приблизно за 5 км на південний схід від Устрик Горішніх, якого продовженням є туристична стежка на Перевал Бескид, який знаходиться приблизно за 2 км на північ від закарпатського села Лубня.

## Сучасність

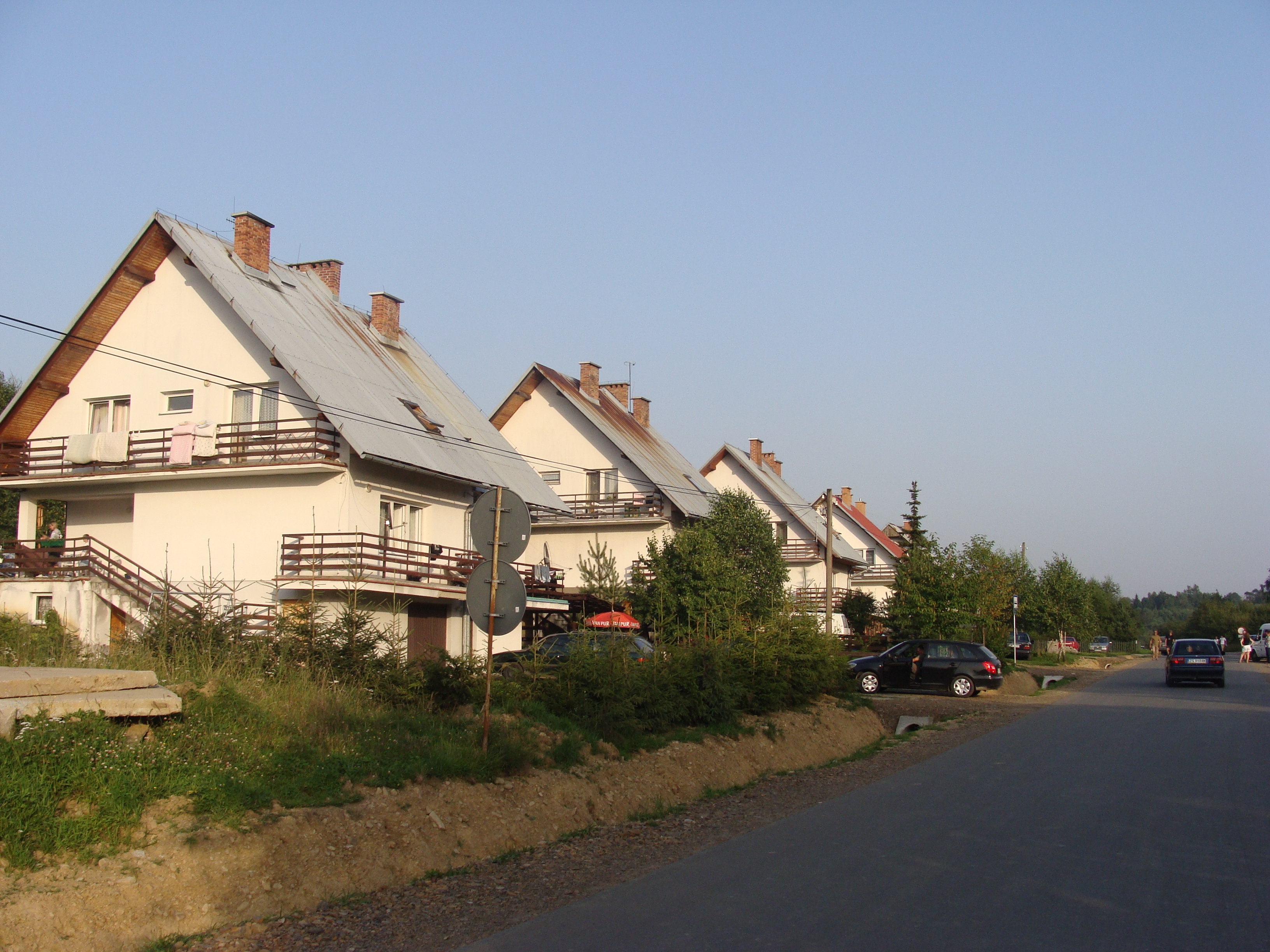
Котеджна забудова (2008 р.)

У селі є сезонний ресторан та осередок годівлі гуцульських коней, у якому можна взяти уроки або вийти на прогулянку.
В кінці поселення, наліво за лінією сторожової будки з платним впуском для туристів є руїни цвинтаря, у яких можна упізнати могили похованих, передусім утримувану могилу місцевого священика. Охорона заповідника за відвідання цвинтаря не вимагає плати. В 1994 році цвинтар огородили дерев'яним парканом працівниками «Бєщадського національного парку» та волонтером Американського корпусу миру Кірком Хенвудом (англ. Kirk Henwood). Цвинтар у Волосатому є початковим пунктом туристичного маршруту «Волосате — Тарниця».

## Історія
Уперше згадується 1565 року. Стара назва — Волосатий.
До 1772 р. село належало до королівської власності, знаходилося в Перемишльській землі Руського воєводства. Вихідці з Волосатого згадують, що їхнє село входило до королівства, а предки були королівськими селянами, а не кріпаками в пана.
Старожили стверджували, що один з князів, що жили в селі, мав довге волосся, і через це село було названо Волосатим.
Положення далеко в горах поблизу перевалу Бескид сприяло тому, що в XVII і XVIII ст. Волосате вважалося одним із центрів «бескидництва». Розбійники з угорської сторони йшли через село, щоб далі в глибині Галичини займатися грабунками й розбоями. У часи Хмельниччини селяни з Волосатого разом із селянами з інших бойківських сіл під проводом Федора Факаша з Руського взяли участь у нападі на двір Височанських у Борині коло Турки, де переховувалася шляхта після втечі від козаків.
Волосате, на відміну від інших гірських сіл, аж до XVIII ст. належало нащадкам засновника села князя Тимка Кобриновича. Як родині, яка не належала до шляхетської верстви, так довго вдавалося утриматися, лишається загадкою. Як згадують старі люди, поляків у Волосатім не було. Ще одна особливість — спосіб забудови села, відмінний від усіх сусідніх сіл. Тут були хутори по 6–10 хат поруч одна з одною, у яких ґаздували господарі з одного роду. На цьому культурні особливості не закінчувалися. У Волосатому до вибуху ІІ Світової війни зберігалися архаїчні звичаї. Наприклад, чоловіки тут мали подовжене волосся, яке мастили оливою і заплітали у дві коси, а померлого везли на санях, запряжених волами, незважаючи на пору року. Відгодівля волів була найприбутковішим заняттям в цій частині Бескидів, а самі воли були такої якості, що купувати їх приїжджали купці з Західної Європи.
Село, яке вважалось архаїчнішим і консервативнішим за інші, ближче до середини XX ст. також не оминули зміни. «Молоді люди верталися з праці в Німеччині і на сіножаті вже хотіли будувати нові хати, з коминами. У нас був громадський ліс такий великий, як у жодному другому селі. Як хто хотів будуватися — брав з того ліса дерево, красні ялиці». Село належало до Ліського повіту Львівського воєводства.
За період 1944—1947 рр. українців було примусово виселено до СРСР, а село і церква знищені окупаційною комуністичною владою. Мешканців Волосатого зі Ставного на Закарпатті до станції Стрий радянські органи влади відправили 19 червня 1946 р. — 250 господарств, 1049 осіб, 19 коней, 522 корови, 38 кіз та овець, 90 возів. Колону супроводжував солтис Лука Войтко. Територія села віддана Польщі. Від Волосатого залишилися тільки підмурівок церкви, цвинтар з кільканадцятьма надгробками і чотири придорожні хрести.

### Церква Св. Великомученика Димитрія
Відомо, що на 1837 рік в селі діяла філіальна церква з парафією в Устриках Горішніх Затварницького деканату. Кількість вірних на 1785 — 365 осіб. Площа відведених угідь на цей рік — 40.88 км².
В 1936 в селі було 1177 греко-католиків, громада належала до парафії Беньова Лютовиського деканату Перемишльської єпархії.

## Населення
На 1840—492, 1859—508, 1879—587, 1899—773, 1913—1040, 1921—795, 1926—923, 1936—1194 осіб відповідно.
В 1939 в селі проживало 1210 мешканців, з них 1175 українців-грекокатоликів, 10 поляків і 25 євреїв.